# Valerio Bispuri
Valerio Bispuri (Roma, 2 luglio 1971) è un fotografo italiano.

## Biografia
È figlio dello scrittore Ennio Bìspuri e fratello della regista Laura Bispuri.
Si è formato presso l'Università degli Studi di Roma "La Sapienza", dove ha conseguito la laurea in lettere. Dal 2001 ha iniziato ad occuparsi di fotografia a livello professionale, collaborando con le riviste L'Espresso, Il Venerdì di Repubblica, Internazionale, Le Monde e Stern. Ha curato reportage dall'Africa, Asia e Sudamerica.
Dal 2004 ha seguito un progetto decennale dedicato al mondo carcerario dell'America meridionale, con lo scopo di raccontare il continente attraverso i detenuti e la loro condizione ed i drammi da loro vissuti. Durante il suo percorso, Bispuri ha visitato 74 carceri di tutti i paesi del Sudamerica. In Argentina ha ottenuto l'autorizzazione a visitare il Padiglione 5 del carcere di Mendoza, dove erano reclusi i detenuti argentini più pericolosi. Il direttore della struttura gli fece firmare una liberatoria in cui si assumeva tutte le responsabilità per la sua incolumità. Attraverso le foto scattate in questo padiglione ha documentato le condizioni di estremo degrado in cui i detenuti erano costretti a scontare la pena.
Le fotografie, realizzate in bianco e nero, sono state oggetto di esposizione in varie mostre internazionali e sono state raccolte nel libro Encerrados, edito da Contrasto nel 2015 e sostenuto anche da Amnesty International. L'impatto sociale di Encerrados è stato tale che ha contribuito alla chiusura del Padiglione 5 del carcere di Mendoza. Nel 2013 ha vinto il Sony World Photography Award nella categoria Contemporary Issues.
Con il suo foto reportage Paco ha tentato di sensibilizzare l'opinione pubblica sulle conseguenze dell'assunzione da parte di adolescenti e ragazzini a Buenos Aires del Paco, una droga estremamente nociva, ottenuta con gli scarti della lavorazione della cocaina, miscelati a cherosene, colla, veleno per topi o polvere di vetro.
Per sei anni ha seguito la vita di Betania una donna trentacinquenne lesbica di Buenos Aires, ritraendola nella sfera privata, indagando lo sviluppo della vita intima e sentimentale e le aspirazioni di autonomia e riconoscimento nella società argentina, che ha approvato il matrimonio egualitario.
Dopo aver ottenuto l'autorizzazione a visitare le carceri italiane da parte del Dipartimento Amministrazione Penitenziaria del ministero della Giustizia, ha costruito un progetto di documentazione delle strutture detentive e della popolazione carceraria, realizzando un'indagine sulla condizione psichica e fisica dell'uomo privato della libertà. Il progetto ha riguardato 10 carceri: l'Ucciardone di Palermo, Poggioreale a Napoli, Regina Coeli e Rebibbia Femminile a Roma, Capanne a Perugia, Bollate e San Vittore a Milano, la Giudecca a Venezia, la Colonia penale di Isili a Cagliari e Sant’Angelo dei Lombardi, in provincia di Avellino. Alcune delle fotografie realizzate sono state raccolte nel volume Prigionieri pubblicato nel 2019. Prigionieri, Encerrados e Paco, formano una trilogia sulla libertà perduta.
I suoi reportage sono stati oggetto di diverse esposizioni internazionali.

## Pubblicazioni
- Valerio Bispuri, Encerrados: 10 years, 74 prisons, Contrasto, 2015, ISBN 8869655814, ISBN-13 978-8869655814.
- (EN) Valerio Bispuri, Paco: A Drug Story, Contrasto, 2017, ISBN 886965723X, ISBN-13: 978-8869657238.
- Valerio Bispuri, Prigionieri, Contrasto, 2019, ISBN 8869657914, ISBN-13 978-8869657917.

## Premi
- 2011: Poy America Latina;
- 2013: Sony World Photography Award (1º posto, Contemporary Issues);
- 2013: Days Japan International Photojournalism Awards;